# Берелс, Пэрис
Пэрис Берелс (англ. Paris Berelc; род. 29 декабря 1998, Милуоки, Висконсин) — американская актриса и Модель. Она известна своими ролями Скайлар Сторм в сериале «Могучие медики» и «Подопытные: Элитный отряд» и Алексы в ситкоме «Алекса и Кэти».

## Биография
Берелс родилась и выросла в пригороде Милуоки, штат Висконсин. Её отец имеет франко-канадское происхождение, а мать — европейско-филиппинское. Она начала заниматься танцами в возрасте 4 лет, затем 9 лет занималась гимнастикой. Она оказалась в модельном бизнесе, когда ей было 9 лет, в Ford Models Чикаго, а несколько лет спустя начала актёрскую карьеру. Пэрис переехала в Лос-Анджелес в возрасте 14 лет, чтобы продолжить своё актёрство.

## Фильмография

### Кино
- 2015 — «Невидимая сестра» (Invisible Sister)
- 2018 — «#СоставГолы» (#SquadGoals)
- 2019 — «Конфессиональный» (Confessional)
- 2019 — «Высокая девушка» (Tall Girl)
- 2020 — «Хэллоуин Хьюби» (Hubie Halloween)
- 2022 — «1Up»
- 2022 — «Отомстить» (Do Revenge)

### Телевидение
- 2013—2015 — «Могучие медики» (Mighty Med)
- 2014 — «Просто шучу» (Just Kidding)
- 2016 — «Подопытные: Элитный отряд»
- 2016 — «WTH: Добро пожаловать в Хоулер» (WTH: Welcome to Howler)
- 2018—2020 — «Алекса и Кэти» (Alexa & Katie)
- 2018 — «Грозная семейка» (The Thundermans)
- 2019 — «Сахарная лихорадка» (Sugar Rush)
- 2020 — «Групповой чат» (Group Chat)
- 2021 — «Команда» (The Crew)
- 2021 — «Робоцып» (Robot Chicken)